# Rejskovec pancéřový
Rejskovec pancéřový (Scutisorex somereni) je drobný hmyzožravec z čeledi rejskovití (Soricidae).

## Výskyt
Rejskovec pancéřový je středoafrický druh, jenž se vyskytuje v oblasti Konžské pánve a v přilehlých pohořích. Je druhem nížinných i horských tropických vlhkých lesů, a to až do nadmořské výšky přes 2 200 metrů. Podle Mezinárodní svaz ochrany přírody patří mezi málo dotčené druhy.

## Popis
Délka hlavy a těla se pohybuje od 120 do 150 mm, ocas měří 68 do 95 mm a hmotnost činí 30 až 115 g. Tělo pokrývá delší hrubá srst. Specifickým znakem rejskovce pancéřového je jeho vysoce specializovaná páteř. U rejskovce došlo ke zvýšení počtu bederních obratlů, které jsou navíc zmohutnělé do tvaru tlustých diskovitých destiček, a páteř navíc vyztužují postranní výběžky, kvůli čemuž je vysoce odolná vůči zátěži. Zvíře prý bez potíží přečká i váhu člověka. Mohutná páteř tvoří až 4 % tělesné hmotnosti rejskovce. Rejskovec pancéřový se živí primárně masitou potravou, významnou složkou potravy jsou žížaly.

## Synonyma
- Rejskovec krátkoocasý
- Scutisorex congicus[5]